# Montemilone
Montemilone es un municipio situado en el territorio de la provincia de Potenza, en Basilicata (Italia).

## Historia
Los orígenes de Montemilone están en el siglo V antes de Cristo quandouna colonia de 20.000 soldados romanos se asentaron en la zona de Venosa. 
La presencia romana en la zona montemilonese es atestiguado por los hallazgos arqueológicos que datan del siglo II dC.
La etimología del nombre se atribuye a Milón de Crotona. El primer documento que habla de Montemilone se encuentra junto a la fundación de "Milonia" de fecha 972 dC que habla de una donación a la abadía de los SS. Trinidad de Venosa.
Otros derivan el nombre de Obispo y meros (Mons: aguas arriba; meros: manzana, fruta o manada), entonces suenan como abundantes frutos o bandadas Mount.
En seg. VIII dC, el valle de los griegos, en Montemilone, el hogar de los monjes de la Orden de San Basilio, que dan lugar a la casa de campo de San Lorenzo. La evidencia de la presencia de los monjes de San Basilio en la Montemilone, son el santuario con la estatua de la Gloriosa que aún domina el valle de los griegos.
En siglos posteriores, alternas, en el feudo de Montemilone, los normandos de Roberto Guiscardo, luego los suevos; fidelidad Montemilone Manfredi se paga con la distribución de la población por los angevinos. Lo mismo Anjou en 1504 "dar" el reino de Nápoles, que es parte Montemilone.
Y 'este un momento en que el país, bajo el dominio español, conoce a muchos maestros y terratenientes locales. Españoles siguieron los austríacos (1707-1734) y, por tanto, los Borbones.
En todos estos años, Montemilone, junto con muchos países del Sur, vive un estado de atraso. Básicamente, el país sigue siendo en los márgenes de los diversos cambios políticos que culminan en los movimientos revolucionarios, hasta la unificación de Italia. El post-Unidad se caracteriza, en Basilicata, como en gran parte del Sur, desde el bandolerismo. Tiene noticia de un enfrentamiento se produjo en 1861, en el territorio de Montemilone, en el Colonial Quinta, entre Mayor D'Errico y una banda de ladrones, dirigida por el "sargento" Romano. 
Aún en su lugar hay un "pozo de bandidos", la tumba de los hombres que murieron en la emboscada.
Posteriormente, la madera de Montemilone proporciona cobijo adecuado a los bandidos liderados por el famoso Crocco.
El comienzo del siglo XX ve Montemilone pagar la contribución a las guerras mundiales y las consecuentes miserias que dieron lugar a la emigración.

## Demografía
| Gráfica de evolución demográfica de Montemilone entre 1861 y 2001 |
|                                                                   |
| fuente ISTAT - elaboración gráfica a cargo de Wikipedia           |